# KS Speedway – Polonia Piła
KS Speedway – Polonia Piła – polski klub żużlowy z Piły. W latach 2009–2011 brał udział w rozgrywkach ligowych. W późniejszym czasie przestał funkcjonować.

## Historia klubu
Przed sezonem 2009 na bazie zespołów PKŻ Polonia i SŻ Victoria powołany został nowy klub – KS Speedway Polonia Piła, który w sezonie 2009 wystartował w rozgrywkach II ligi. W 2011 roku drużyna z Piły wywalczyła awans do I ligi, lecz w kolejnym sezonie nie wystartowała z powodu zadłużeń finansowych. W marcu 2012 roku odbyło się walne zebranie, na którym oficjalnie zlikwidowano stowarzyszenie Speedway Polonia Piła.
Tuż przed rozpoczęciem sezonu 2012, licencję na starty w II lidze otrzymała Victoria Piła, jednak musiała ona spłacić długi poprzedniego klubu.

## Poszczególne sezony
| Sezon | Rozgrywki ligowe | Rozgrywki ligowe | Rozgrywki ligowe |
| Sezon | Liga             | Liga             | Miejsce          |
| ----- | ---------------- | ---------------- | ---------------- |
| 2009  | III              | II liga          | 6/7              |
| 2010  | III              | II liga          | 5/8              |
| 2011  | III              | II liga          | 1/8              |

| Poziom ligowy | Liczba sezonów | Sezony    |
| ------------- | -------------- | --------- |
| III           | 3              | 2009–2011 |

## Osiągnięcia

### Krajowe
Poniższe zestawienia obejmują osiągnięcia klubu oraz indywidualne osiągnięcia zawodników w rozgrywkach pod egidą PZM, GKSŻ oraz Ekstraligi.

#### Mistrzostwa Polski
Indywidualne mistrzostwa Polski
- 2. miejsce (1):
  - 2011 – Przemysław Pawlicki

Młodzieżowe indywidualne mistrzostwa Polski
- 1. miejsce (1):
  - 2011 – Piotr Pawlicki

#### Pozostałe
Srebrny Kask
- 2. miejsce (1):
  - 2011 – Przemysław Pawlicki

Brązowy Kask
- 2. miejsce (1):
  - 2011 – Piotr Pawlicki

### Międzynarodowe
Poniższe zestawienia obejmują osiągnięcia klubu oraz indywidualne osiągnięcia zawodników krajowych (w zawodach drużynowych, par i indywidualnych) i zagranicznych (w zawodach indywidualnych) w rozgrywkach pod egidą FIM oraz FIM Europe.

#### Mistrzostwa świata
Indywidualne mistrzostwa świata juniorów
- 3. miejsce (1):
  - 2011 –  Przemysław Pawlicki

#### Mistrzostwa Europy
Mistrzostwa Europy par
- 1. miejsce (1):
  - 2011 –  Piotr Pawlicki i Przemysław Pawlicki

Indywidualne mistrzostwa Europy juniorów
- 1. miejsce (1):
  - 2011 –  Piotr Pawlicki